# Авакян, Норайр Мкртычевич
Норайр Мкртычевич Авакян (арм. Նորայր Մկրտիչի Ավագյան) (14 января 1920, Эривань — 5 января 1988, Ереван) ― советский армянский врач, судебно-медицинский эксперт, доктор медицинских наук (1963), профессор (1963).

## Биография
Родился 14 января 1920 года в Ереване, Первая Республика Армения.
В 1942 году окончил лечебно-профилактический факультет Ереванского государственного медицинского института, сразу после этого был назначен судебным врачом в столице Армении, одновременно продолжая работу в качестве старшего лаборанта, а затем ассистента на кафедре судебной медицины Ереванского мединститута.
С 1944  по 1946 год работал заместителем декана лечебного факультета Ереванского государственного медицинского института. В 1951 году ему было присвоено учёное звание доцента.
в 1953 году назначен заведующим кафедрой судебной медицины Ереванского государственного медицинского института. В 1954 году стал инициатором создания Армянское отделение Всесоюзного Научного общества судебных медиков.
В 1963 году защитил докторскую диссертацию по теме «Внезапная смерть в раннем детском возрасте» на соискание учёной степени доктора медицинских наук, по материалам этой диссертации в 1964 году издана единственная в своём роде монография. В том же году был удостоен учёного звания профессора.
В 1958 году по совместительству назначен Главным судебно-медицинским экспертом и начальником судебно-медицинского бюро Министерства здравоохранения Армянской ССР, работал в этой должности до 1976 года.
Под его руководством была реорганизована система судебно-медицинской экспертизы в Армении. За это время судебная медицина Армении за короткое время добилась серьёзных успехов, став одним из ведущих судебно-медицинских бюро в СССР.

## Научная деятельность
Норайр Мкртычевич Авакян выступил с докладами на различных международных форумах и съездах как в СССР, так и за его пределами. Занимался изучением гистологии и этиопатогенеза внезапной смерти в раннем детском возрасте. Впервые в практике судмедэкспертизы проводил исследования спинного мозга и морфологического состава крови трупов.
Внес значительный вклад в дело подготовки медицинских кадров в Армении, в частности, судебно-медицинских экспертов, а также повышения качества и расширения объемов научно-исследовательских работ по судебной медицине.
Под его редакцией и руководством были изданы 6 сборников научных трудов сотрудников Главного бюро судебно-медицинской экспертизы Армянской ССР. Под его научным руководством защищено 4 докторских и 28 кандидатских диссертаций.
Написал около 250 научных трудов, в том числе 3 монографий и 2 учебных пособия.

## Награды
- 6 орденов и медалей СССР, в том числе орден «Дружба народов»
- Нагрудный знак «Отличник здравоохранения»
- Почётные грамоты Министерства здравоохранения Армянской ССР

## Членство в организациях
- Председатель Армянского отделения Всесоюзного Научного общества судебных медиков
- Член Правления Всесоюзного научного общества судебных врачей
- Член Редакционного совета всесоюзного журнала «Судебно-медицинская экспертиза»